# Sam Jones (hudebník)
Sam Jones (12. listopadu 1924 Jacksonville, Florida, USA – 15. prosince 1981 New York City, New York, USA) byl americký jazzový kontrabasista a violoncellista. V letech 1958–1965 spolupracoval s Cannonballem Adderleyem, se kterým nahrál více než deset alb pro Riverside Records a znovu se k němu připojil v roce 1975 během nahrávání alba Phenix. Rovněž spolupracoval s jeho bratrem Natem Adderleyem, Oscarem Petersonem, Wesem Montgomerym, Kenny Burrellem, Gene Ammonsem, Yusefem Lateefem, Johnem Lee Hookerem a dalšími. Rovněž vydal několik alb pod svým jménem.